# سن-نوئل، کبک
سن-نوئل (به فرانسوی: Saint-Noël) روستایی در منطقه شهری لا ماتاپدیا ناحیه با-سن-لوران در استان کبک کانادا است. در سرشماری سال ۲۰۱۱ این روستا ۵۳۲ نفر جمعیت داشته‌است و مساحت آن ۴۵٫۶۸ کیلومتر مربع است.